# Gerichtsbezirk Neusiedl am See

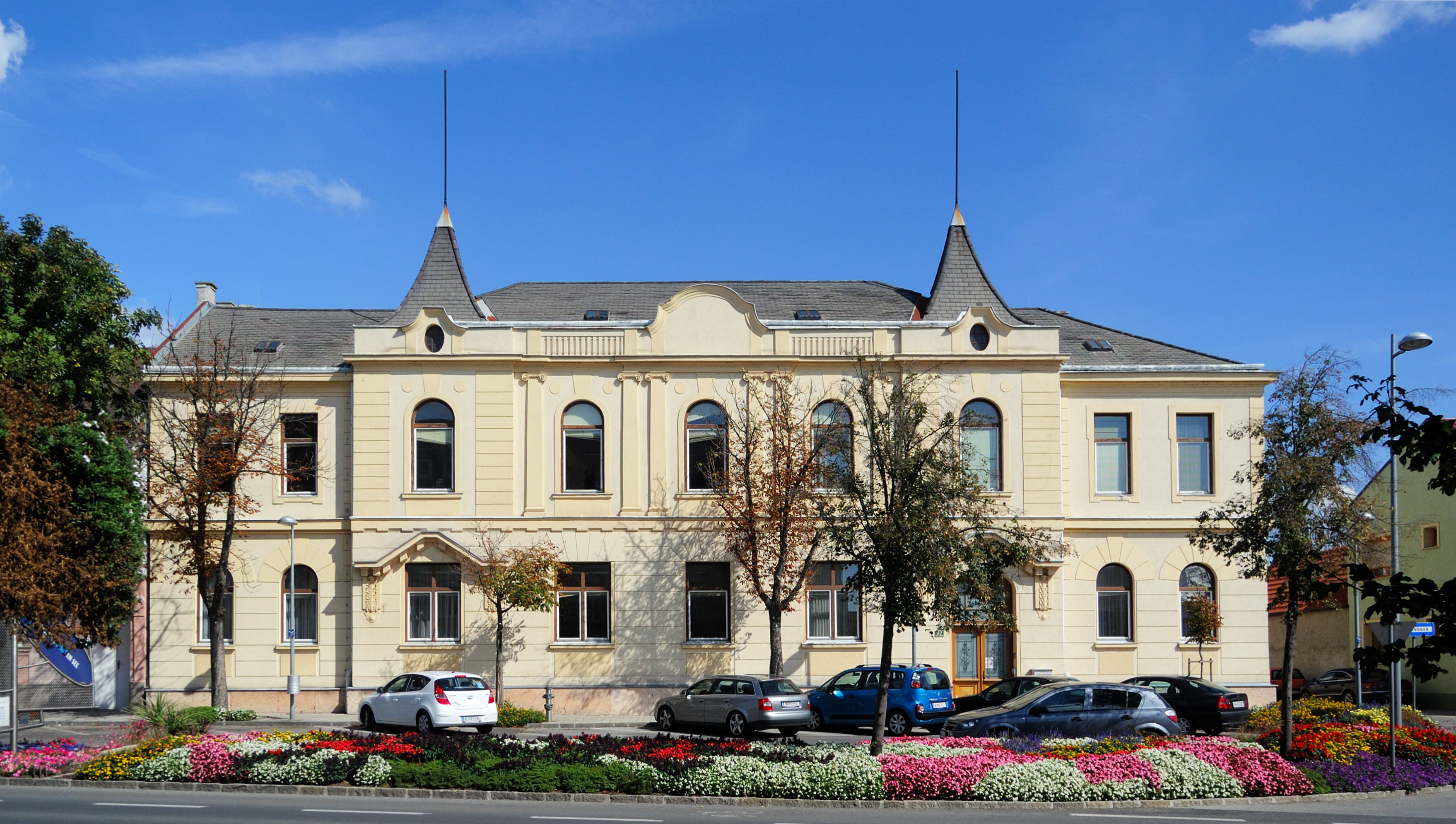
Bezirksgericht Neusiedl am See

Der Gerichtsbezirk Neusiedl am See ist einer von sechs Gerichtsbezirken im Burgenland und umfasst den gesamten Bezirk Neusiedl am See. Der übergeordnete Gerichtshof ist das Landesgericht Eisenstadt.

## Gerichtssprengel
Der Gerichtssprengel Neusiedl am See umfasst alle 27 Gemeinden des politischen Bezirks Neusiedl am See.
Einwohnerzahlen in Klammern, Stand: 1. Jänner 2024

### Städte
- Frauenkirchen (2.979)
- Neusiedl am See (8.945)

### Marktgemeinden
- Andau (2.282)
- Apetlon (1.736)
- Gols (3.972)
- Illmitz (2.357)
- Jois (1.647)
- Kittsee (3.727)
- Podersdorf am See (2.177)
- Sankt Andrä am Zicksee (1.385)
- Wallern im Burgenland (1.644)
- Weiden am See (2.596)
- Zurndorf (2.278)

### Gemeinden
- Bruckneudorf (3.069)
- Deutsch Jahrndorf (652)
- Edelstal (814)
- Gattendorf (1.515)
- Halbturn (1.888)
- Mönchhof (2.195)
- Neudorf bei Parndorf (830)
- Nickelsdorf (1.846)
- Pama (1.275)
- Pamhagen (1.500)
- Parndorf (5.331)
- Potzneusiedl (671)
- Tadten (1.166)
- Winden am See (1.385)